# Canal J
Canal J è un canale televisivo francese di proprietà del Groupe M6 e lanciato nel 1985.

## Storia

### Anni 80
Canal J è stato lanciato il 23 dicembre 1985 per iniziativa del gruppo Hachette, sulla rete via cavo di Cergy Pontoise, un anno dopo atterrerà sul cavo parigino. All'epoca, la programmazione consisteva in un loop multicast giornaliero. Nel 1988, Canal J è stato gestito da una nuova struttura (Europe 1 Communication, Lyonnaise Communication, Générale d'Images et Communication et Développement - 3 operatori via cavo all'epoca) che ha aperto le porte all'intera rete via cavo della Francia e sarà inizia la sua trasmissione sul satellite (via Telecom 1C). Il 13 aprile 1989 la programmazione cambia e il canale ora trasmette film, riviste, giochi, oltre ai cartoni animati. La griglia è organizzata e stabilisce incontri regolari.

### Anni 90
Nel 1990 il canale lascia la trasmissione terrestre e rafforza la propria presenza sul cavo e di investire massicciamente nei programmi. Inizia così la produzione di serie animate originali. A fine anno il canale ha raggiunto i 550.000 nuclei familiari abbonati. Il 14 dicembre 1992 è stato lanciato CanalSatellite su satellite, che ha permesso di ricevere Canal J in tutta la Francia. Nel 1996, il canale è entrato a far parte di CanalSatellite Numérique e le sue produzioni in streaming sono state trasmesse nei territori dell'Africa, del Vicino e Medio Oriente e in Asia.Nel febbraio 1998 viene lanciato il sito canalj.net (il sito sarà completamente rivisto nel 2001, diventando così il primo sito editoriale e comunitario per i canali giovani).

### Anni 2000
Nel 2000, forte del suo successo, Canal J ha lanciato una sua versione prescolare: Tiji. Nel 2001, Canal J ha persino raggiunto la 3ª posizione in MédiaCabSat (pubblico dei canali tematici - tutto il pubblico combinato). Nel 2003, il canale è stato persino selezionato per la trasmissione hertziana su DTT a pagamento (allora 3,5 milioni di famiglie di abbonati). Canal J lancerà 2 nuovi canali nello stesso periodo: Filles TV (2004) e Gulli (2005). Nel 2007 tutte le emittenti hanno integrato il bouquet risultante dalla fusione CanalSAT/TPS: in onda apparirà un nuovo look e il canale ora trasmette i suoi programmi 24 ore su 24. Il DTT a pagamento è troppo costoso (e un fiasco sul numero di abbonati), per cui Canal J lascia il segnale DTT il 30 aprile 2009.

### Anni 2010
Dal 13 gennaio 2015, il canale è ora trasmesso in piena alta definizione. Bouygues Telecom ha firmato un accordo con Lagardère Active che prevede la trasmissione di canali per bambini sulla loro rete. Così, Canal J e TiJi lasciano l'esclusività francese di Canalsat e Numericable e si uniranno al bouquet Bbox Grand Angle dall'11 aprile 2016. Dal 25 aprile 2016, Canal J lancerà la sua prima serie animata in creolo per il pubblico d'oltremare nelle Indie occidentali francesi. Il 12 luglio 2016 Lagardère Active firma un accordo con Orange per la trasmissione di Canal J e Tiji. Dal 24 maggio 2019 Canal J fa parte del Gruppo M6 dopo che Lagardère interactive ha venduto la maggior parte della sua divisione televisiva. L'annuncio del trasferimento al Groupe M6 è in vigore dal 2 settembre 2019.

## Programmi

### Serie attualmente in onda[9]
- Bakugan Battle Planet
- Beyblade Burst Rise
- Bionic Max
- City Adventures, les héros de la ville
- Inazuma Eleven Ares
- Jamie a des tentacules
- Kung Fu Panda: Les Pattes du destin
- La légende de Spark
- Les Légendaires
- Les Pingouins de Madagascar
- Magic: Famille Féerique
- Marblegen
- Mini Ninjas
- Pokemon
- Power Rangers Dino Fury
- Power Rangers Beast Morphers
- Robin des Bois: Malice à Sherwood
- Roi Julian! L'Élu des lémurs
- Squish
- Titeuf
- Trolls de Troy
- Zak Storm
- Zig et Sharko

- La Boucle infernale
- Angry Birds Toons
- Archibald the koala
- Arthur
- Bêtes à craquer
- Beyblade Metal Fury[10]
- BeyWheelz
- Boy Girl Dog Cat Mouse Cheese
- Code Lyoko[11]
- Corneil et Bernie
- Cédric
- Digimon Fusion
- Dragon Booster
- Freakazoid!
- Freefonix[11]
- Foot 2 rue extrême
- Gormiti[11]
- Grojband
- Power Rangers Ninja Steel e Super Ninja Steel
- Power Rangers Dino Charge e Super Dino Charge
- Inspecteur Gadget
- Power Rangers Jungle Fury
- Kangoo
- Kangoo Juniors
- Kid Paddle[11]
- La Ligue des super vilains[10]
- La Sorcière Camomille
- Léonard[11]
- Les Chroniques de Xiaolin
- Les Kangoo aux Jeux
- Les Malheurs de Sophie
- Les Mille et Une Nuits
- Les Mille et Une Prouesses de Pépin Troispommes
- Les Razbitume
- Les Razmoket
- Les Zinzins de l'espace[11]
- Linus et Boom[11]
- Ma baby-sitter est un vampire[10]
- Marsupilami
- Martin Mystère[11]
- Max Steel
- Mona le vampire
- Naruto[10]
- Norman Normal[11]
- Oggy et les cafards
- Les Histoires du père Castor
- Patates et Dragons
- Pichi Pichi Pitch : La Mélodie des Sirènes
- Power Rangers Megaforce
- Power Rangers Samurai[10]
- Redakai: Les conquérants du Kairu
- Rocket Power
- Saint Seiya Omega
- SamSam
- Samson et Néon[12]
- Scan 2 Go[10]
- SheZow
- Sonic Boom
- Spectacular Spider-Man[11]
- Spiez! Nouvelle Generation[11]
- Spirou et Fantasio
- T'choupi et Doudou
- T'es où, Chicky ?
- Tom-Tom et Nana
- Totally Spies!
- Transformers: Prime[10]
- Transformers Robots in Disguise
- Trois et moi
- Yu-Gi-Oh![12]
- Zap Collége[11]
- Zombie Hôtel